# سوالو ذا سن
سوالو ذا سن بالإنجليزية Swallow the Sun) وتعني "ابتلع الشمس"، هو فريق دوم ميتال من فنلندا. تأسس هذا الفريق في ربيع عام 2000 بواسطة عازف قيثارة الفريق يوها رايفيو Juha Raivio وسرعان ما انضم له عازف الطبل باسي باسانين Pasi Pasanen وبدأوا بكتابة بعض الأغاني، وانضم باقي أعضاء الفريق في عام 2001.
أصدروا أول عرض تعريفي بالفريق في عام 2003 وكان باسم (Out of this Gloomy Light) مما دفع شركة فايربوكس (Firebox) الفنلندية للتعاقد معهم لإصدار ألبومين. وتم إصدار (The Morning Never Came) في نفس العام و(Ghosts of Loss) في عام 2005. حقق الفريق مبيعات جيدة وظهرت أغانيهم في المراكز العشرة الأولى في ترتيب الأغاني الفنلندية. وفي عام 2007 قامت شركة سباين فارم Spinefarm بالتعاقد مع الفريق.
موسيقيا يعزف الفريق دوم ميتال ومن نوع دوم/ديث ميتال، في أول إصدار كان طريقة الغناء السائدة هي Growling، ولكن بعد ذلك قام المغني ميكو باستخدام صوته العادي Clean وأثبت قدرته على الغناء بكلا النوعين. والمواضيع السائدة في أغانيهم عن الحزن والموت والرعب والجنس في بعض الأحيان. ترجع تسمية الفريق لطبيعة الشتاء الطويل والمظلم في فنلندا، فكأنه ابتلع الضوء والشمس.

## أعضاء الفريق
- يوها رايفيو - كيتار
- ميكو كوتاماكي - غناء
- ماركوس جامسن - كيتار
- ماتي هونكونين - باس كيتار
- باسي باسانين - طبل
- أليكس منتر - أورك

## وصلات خارجية
- سوالو ذا سن على موقع ميوزك برينز (الإنجليزية)
- سوالو ذا سن على موقع أول ميوزيك (الإنجليزية)
- سوالو ذا سن على موقع ديسكوغز (الإنجليزية)

- موقع الفريق الرسمي